# Muehlenbeckia complexa
Muehlenbeckia complexa é uma espécie de planta com flor pertencente à família Polygonaceae. 
A autoridade científica da espécie é (A.Cunn.) Meisn., tendo sido publicada em Plantarum vascularium genera secundum ordines ... 2: 227. 1840[1841].

## Portugal
Trata-se de uma espécie presente no território português, nomeadamente em Portugal Continental e no Arquipélago dos Açores.
Em termos de naturalidade é introduzida nas duas regiões atrás indicadas.

## Protecção
Não se encontra protegida por legislação portuguesa ou da Comunidade Europeia.